# Endlich Sex!
Endlich Sex! ist ein deutscher Fernsehfilm, der innerhalb der Reihe made by ProSieben 2003 produziert wurde. Er wurde erstmals am 25. März 2004  ausgestrahlt.
Der Film wurde vom 10. Oktober bis zum 12. November 2003 in München und Umgebung gedreht.

## Handlung
Die 17-jährige Saskia hatte im Gegensatz zu ihren Freundinnen bislang noch nie Geschlechtsverkehr. Da sie nicht als einzige Jungfrau dastehen möchte, übernimmt sie eine Geschichte ihrer Oma, die im Italienurlaub ihr erstes Mal mit einem heißen Italiener erlebte. Ihren Freundinnen kann sie mit dieser Geschichte imponieren und auch ihr langjähriger Schwarm Christoph, angehender Musiker, scheint plötzlich Interesse an ihr zu zeigen. Christoph steht jedoch kurz vor seinem Durchbruch und ihm wird ein Verhältnis mit seiner Managerin Alma nachgesagt. Zunächst hat Saskia niemanden, mit dem sie über ihre Probleme reden kann. Doch als nebenan der 18-jährige homosexuelle Hannes einzieht, scheint es jemanden zu geben, der ihr „Entjungferungsproblem“ lösen möchte. Er gibt ihr allerhand Tipps mit auf den Weg und organisiert ihr Dates, die das Problem endgültig lösen sollen. Allerdings verschreckt bereits das erste Treffen mit DJ Pablo Saskia nur mehr, da dieser sofort einen „flotten Dreier“ plant. Auch das nächste arrangierte Date führt nicht zum gewünschten Erfolg. Allerdings hat sich in der Zwischenzeit auch Hannes in Christoph verliebt und es kommt zum großen Krach zwischen Saskia und ihm, als diese davon erfährt.

## Kritiken
- cineastentreff.de beschreibt das Drehbuch als „ziemlich abstrus“ und die Story als „haarsträubend“, spricht dem Film jedoch „talentierte Schauspieler, einige originelle Einfälle und rockige Musik“ zu. Zudem verleihe „der natürliche Charme, der Elan und die Spielfreude der Darsteller“ dem Film „eine erfrischende Note“.[4]
- dvd-palace.de beschreibt den Film als „mehr schlecht als recht“ und er befinde sich auf „durchschnittlichem Fernsehniveau, ohne auch nur den Funken von Kreativität zu zeigen“. Die Schauspieler agierten jedoch „auf solidem Level“.[5]
- Thomas Gehringer schrieb in Der Tagesspiegel, der Film wolle „wie ein Märchen aussehen“, sei „aber kaum mehr als eine „Bravo“-Fotostrecke, deren Bilder Laufen gelernt haben“.[6]

## Sonstiges
- Der Film erzielte in der Zielgruppe der 14- bis 49-Jährigen einen Marktanteil von 18,3 %.[7]
- Seit dem 27. Juli 2006 ist der Film auf DVD erhältlich.[8]
- Der Arbeitstitel des Films lautete Immer noch Jungfrau – Endlich Sex!.